# Deutsch-jordanische Beziehungen
Die deutsch-jordanischen Beziehungen werden vom Auswärtigen Amt als „seit langer Zeit eng und freundschaftlich“ bezeichnet. Deutschland zählt für Jordanien zu den wichtigsten Partnerländern mit intensiven politischen und wirtschaftlichen Beziehungen.

## Geschichte

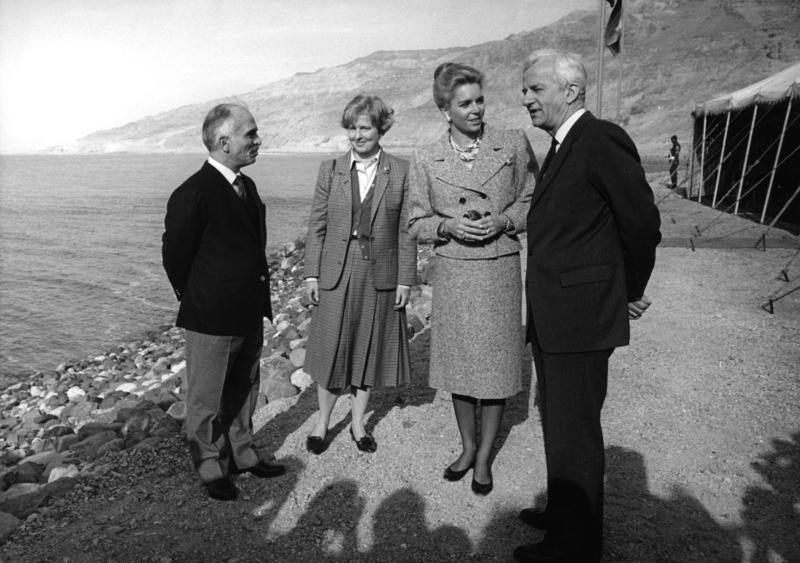
Richard von Weizsäcker in Jordanien (1985)

Offizielle diplomatische Beziehungen zwischen Jordanien und der Bundesrepublik Deutschland wurden im November 1953 aufgenommen. Sechs Jahre später wurde die deutsche Gesandtschaft in Amman in eine Botschaft umgewandelt. Nach der Aufnahme von diplomatischen Beziehungen mit Israel vonseiten der Bundesrepublik brachen Jordanien und weitere arabische Länder die diplomatischen Beziehungen zur Bundesrepublik ab. Zwei Jahre später wurden die bilateralen Beziehungen zwischen den beiden Ländern allerdings wieder aufgenommen und eine jordanische Botschaft in Bonn wurde eingerichtet. Nach dem Ende der Hallstein-Doktrin vonseiten der Bundesrepublik unter Bundeskanzler Willy Brandt etablierte Jordanien auch offizielle Beziehungen zu der Deutschen Demokratischen Republik im Oktober 1973. Die DDR-Botschafter in Damaskus (Syrien) waren in Amman nebenakkreditiert.
Mit dem Israelisch-jordanischen Friedensvertrag 1994 und der Machtübernahme von Abdullah II. bin al-Hussein im Jahre 1999, der eine relativ pro-westliche Politik betrieb, wurden die Beziehungen zwischen Jordanien und dem wiedervereinigten Deutschland ausgebaut. 2000 verlegte Jordanien seine Botschaft in Deutschland von Bonn nach Berlin. Monarch Abdullah II. traf sich 2001 mit dem deutschen Bundeskanzler Gerhard Schröder und verkündete, dass Jordanien „starker, loyaler Partner Deutschlands, des Westens und der gesamten Welt“ sei und forderte Deutschland auf, als Vermittler im Nahostkonflikt zu fungieren. Im Gegenzug bezeichnete Kanzler Schröder Jordanien als ein „Stabilitätsfaktor“ in der Region und vereinbarte eine Intensivierung der bilateralen Beziehungen.
Mit Beginn des Bürgerkrieg in Syrien 2011 nahm Jordanien Millionen syrische Flüchtlinge auf, was zu verstärkter Zusammenarbeit mit Deutschland im Bereich der Migration und zu höheren Hilfszahlungen aus Deutschland führte. Im Jahre 2016 wurde Jordanien Teil der deutschen „Ertüchtigungsinitiative“ und erhielt verstärkt militärische Ausrüstung aus Deutschland. Im Jahre 2017 wurden Soldaten der Bundeswehr in Jordanien als Teil der Anti-IS-Koalition stationiert. 2020 wurden die diplomatischen Beziehungen zwischen beiden Ländern enger, als sich beide Staaten gemeinsam gegen eine israelische Annexion des Westjordanlands aussprachen.

## Wirtschaftlicher Austausch
Das Gesamtvolumen des Handels zwischen beiden Ländern belief sich im Jahr 2021 auf 687 Millionen Euro, womit Jordanien den 90. Platz in der Rangliste der deutschen Handelspartner belegten. Für Jordanien ist Deutschland einer der wichtigsten Handels- und Wirtschaftspartner. Deutschland importiert aus Jordanien vorwiegend Kleidung, Rohstoffe sowie Speise- und Industriesalz und exportiert im Gegenzug Fahrzeuge, Nahrungsmittel, chemische Produkte und Maschinen nach Jordanien.

## Entwicklungspartnerschaft
Deutschland ist für Jordanien nach den Vereinigten Staaten der zweitgrößte bilaterale Geber von Entwicklungshilfe. In den 2010er Jahren betrugen die jährlichen Unterstützungsleistungen (einschließlich Krediten) zwischen 500 und 700 Millionen Euro. Für das Jahr 2021 wurden Hilfen in Höhe von 483,69 Millionen Euro für entwicklungspolitische Projekte zugesagt. Die gemeinsame Entwicklungspartnerschaft hat neben der Unterstützung von internationalen Flüchtlingen in Jordanien die Schwerpunkte Berufsbildung und Beschäftigung sowie Wasserversorgung, da Jordanien zu den wasserärmsten Ländern der Welt gehört. Die Deutsche Gesellschaft für Internationale Zusammenarbeit (GIZ) und die Kreditanstalt für Wiederaufbau (KfW) sind in Jordanien aktiv. Daneben werden Projekte im Land auch von der Bundesanstalt für Geowissenschaften und Rohstoffe (BGR) und der Physikalisch-Technische Bundesanstalt (PTB) verwirklicht.

## Kulturelle Beziehungen

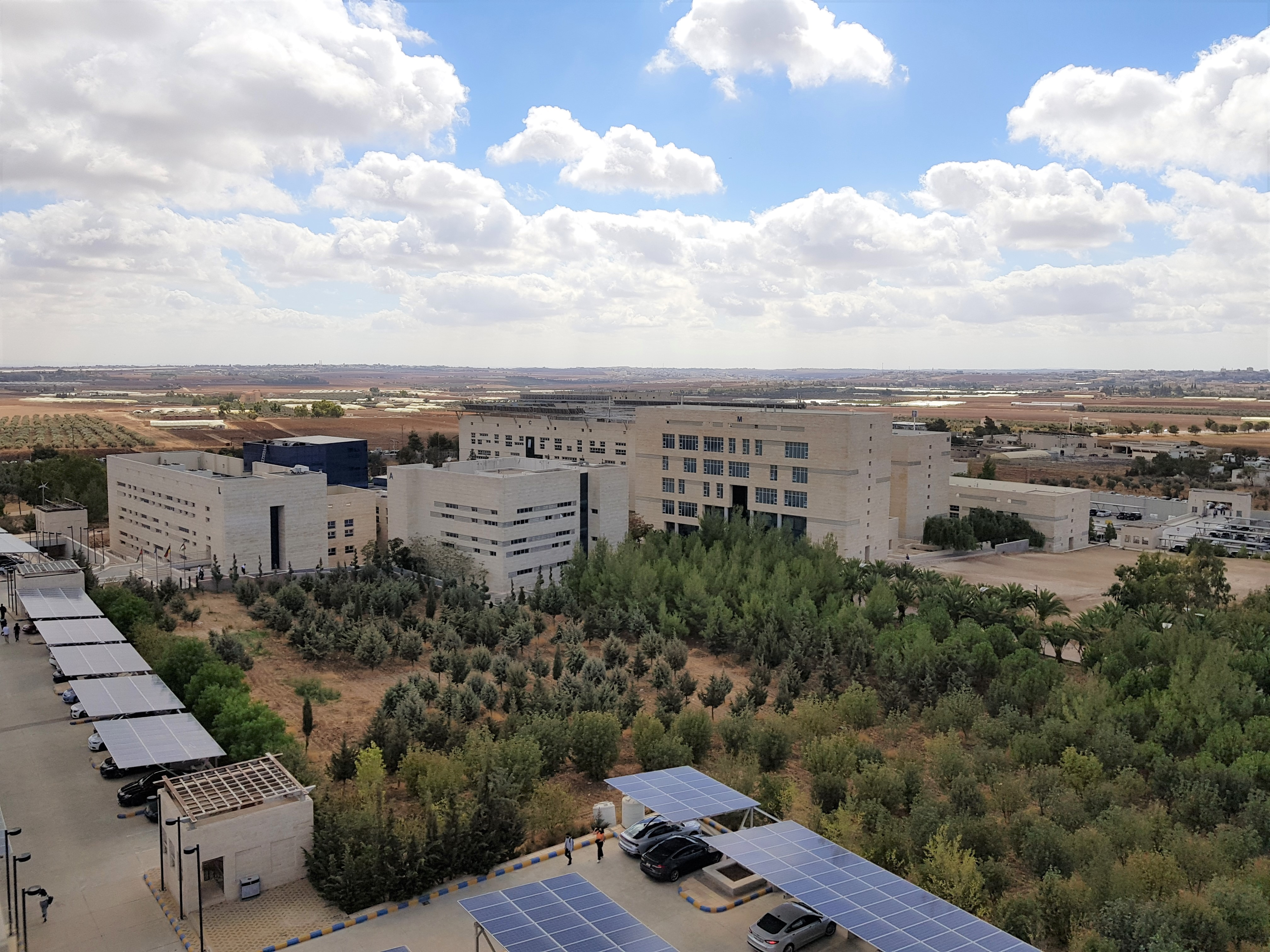
German-Jordanian University

Die 1963 von dem Unternehmer Kurt Uihlein gegründete Deutsch-Jordanische Gesellschaft mit Hauptsitz in Hannover dient als eingetragener Verein der Förderung der Kulturbeziehungen zwischen beiden Ländern. Ein Kulturabkommen zur engeren Zusammenarbeit in den Bereichen Bildung, Forschung, Medien, Kunst sowie Jugend und Sport wurde 2004 unterzeichnet. 2005 wurde die German-Jordanian University eröffnet, welche sich am Modell deutscher Fachhochschulen orientiert und die Schwerpunkte Ingenieurwissenschaften und Betriebswirtschaftslehre hat. Mit einer vom ansässigen Goethe-Institut eingerichteten Initiative wird an mehreren jordanischen Schulen Deutsch als Fremdsprache angeboten. Auch der Deutsche Akademische Austauschdienst ist im Land aktiv. Enge Beziehungen bestehen auch im Bereich der Archäologie und das Deutsche Evangelische Institut für Altertumswissenschaft des Heiligen Landes unterhält als Forschungsstelle des Deutschen Archäologischen Instituts eine wissenschaftliche Niederlassung in Jordanien und ist mit lokalen Partnern an Ausgrabungen historischer Kulturstätten beteiligt.
Mehrere deutsche Politische Stiftungen sind in Jordanien aktiv und beteiligen sich an Programmen zur Förderung der Zivilgesellschaft, der Geschlechtergleichheit, der Armutsbekämpfung sowie der politischen Partizipation.

## Diplomatische Standorte
- Deutschland hat eine Botschaft in Amman.[9]
- Jordanien hat eine Botschaft in Berlin.[10]

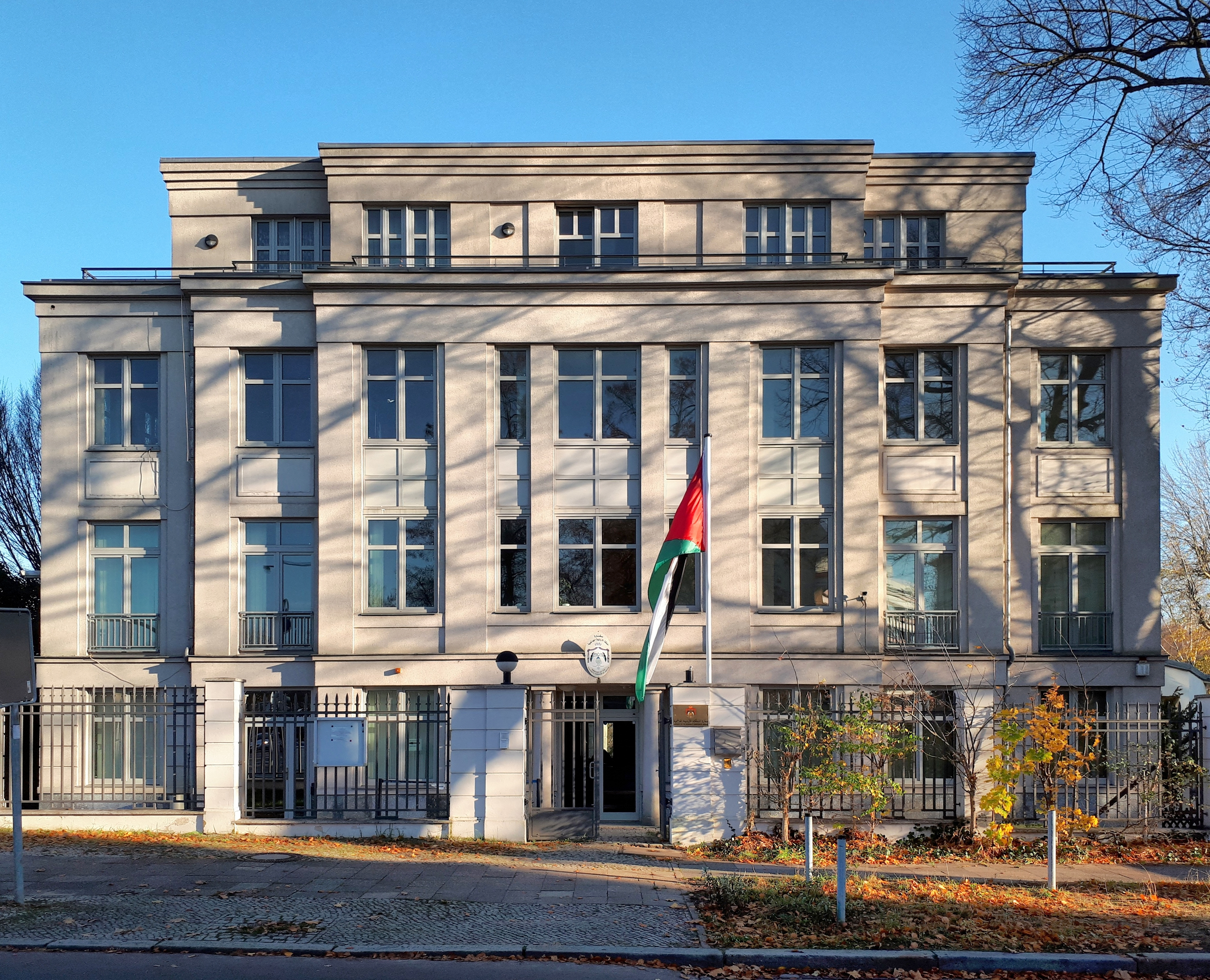
Jordanische Botschaft in Berlin